# Commonwealth Games 2006/Rhythmische Sportgymnastik
Bei den Commonwealth Games 2006 in der australischen Metropole Melbourne fanden in der Rhythmischen Sportgymnastik sechs Wettbewerbe statt.
Austragungsort war die Rod Laver Arena.

## Mannschaftsmehrkampf
| Platz | Land | Sportlerinnen                                 | Punkte  |
| ----- | ---- | --------------------------------------------- | ------- |
| 1     | CAN  | Carly Orava Alexandra Orlando Yana Tsikaridze | 128,775 |
| 2     | MAS  | Foong Seow Ting Lim Wen Chean Durratun Rosli  | 124,175 |
| 3     | AUS  | Naazmi Johnston Amanda Lee See Kimberly Mason | 117,175 |

Datum: 24. März 2006, 14:00 Uhr

## Einzelmehrkampf
| Platz | Land | Sportlerin        | Punkte |
| ----- | ---- | ----------------- | ------ |
| 1     | CAN  | Alexandra Orlando | 54,625 |
| 2     | MAS  | Durratun Rosli    | 50,825 |
| 3     | CAN  | Yana Tsikaridze   | 49,575 |

Datum: 25. März 2006, 12:30 Uhr

## Band
| Platz | Land | Sportlerin        | Punkte |
| ----- | ---- | ----------------- | ------ |
| 1     | CAN  | Alexandra Orlando | 13,775 |
| 2     | CAN  | Yana Tsikaridze   | 12,500 |
| 3     | MAS  | Lim Wen Chean     | 12,350 |

Finale: 26. März 2006, 14:37 Uhr

## Seil
| Platz | Land | Sportlerin        | Punkte |
| ----- | ---- | ----------------- | ------ |
| 1     | CAN  | Alexandra Orlando | 13,575 |
| 2     | MAS  | Durratun Rosli    | 13,250 |
| 3     | CAN  | Yana Tsikaridze   | 12,500 |

Finale: 26. März 2006, 12:30 Uhr

## Keulen
| Platz | Land | Sportlerin        | Punkte |
| ----- | ---- | ----------------- | ------ |
| 1     | CAN  | Alexandra Orlando | 14,200 |
| 2     | MAS  | Durratun Rosli    | 13,475 |
| 3     | AUS  | Kimberly Mason    | 12,825 |

Finale: 26. März 2006, 13:55 Uhr

## Ball
| Platz | Land | Sportlerin        | Punkte |
| ----- | ---- | ----------------- | ------ |
| 1     | CAN  | Alexandra Orlando | 14,850 |
| 2     | AUS  | Kimberly Mason    | 13,875 |
| 3     | MAS  | Lim Wen Chean     | 13,225 |

Datum: 26. März 2006, 13:13 Uhr

## Medaillenspiegel
| Platz | Land       | Gold | Silber | Bronze | Gesamt |
| ----- | ---------- | ---- | ------ | ------ | ------ |
| 1     | Kanada     | 6    | 1      | 2      | 9      |
| 2     | Malaysia   | –    | 4      | 2      | 6      |
| 3     | Australien | –    | 1      | 2      | 3      |